# Václav Šidlík
Václav Alexander Šidlík (ur. 23 listopada 1884 w Úhonicach zm. 17 maja 1952 w Unhošťi) – czeski generał i rzeźbiarz.

## Biogram
Ukończył Szkołę Artystyczno-Przemysłową w Pradze u Celdy (Celestýna) Kloučeka.
Przed wybuchem I wojny światowej (od 1909 r.) pracował jako rzeźbiarz przy budowie pomników w Moskwie i Warszawie.
Na początku I wojny światowej wstąpił do Drużyny Czeskiej i w 1917 r. uczestniczył w bitwie pod Zborowem.
Jesienią 1917 r. wyjechał do Francji, gdzie brał udział przy formowaniu Korpusu Czechosłowackiego we Francji i przyczynił się do jego zwycięstwa w bitwie pod Terron.
Po powrocie do Czechosłowacji w 1919 r. brał udział w walkach na Ziemi Cieszyńskiej i Słowacji.
W latach 1920–1925 komendant pułku pieszego, 1925-33 komendant brygady pieszej, 1934-38 komendant brygady górskiej oraz 1938-39 komendant dywizji w Preszowie. Od 1928 r. generał brygady.
Od początku okupacji niemieckiej uczestnik wojskowego ruchu oporu i kwietniowego powstania praskiego.
Latem 1945 r. był przez krótki okres komendantem Pierwszego Korpusu.
Autor statuy marszałka Focha dla miasta Čáslav i dekoracji rzeźbiarskich w pomniku wojskowym w Hranicach.

## Odznaczenia
- Krzyż Wojenny Czechosłowacki (1914-1918) – pięciokrotnie
- Krzyż Wojenny Czechosłowacki 1939
- Oficer Orderu Legii Honorowej – Francja
- Krzyż Wojenny (1914-1918) z palmą – Francja
- Krzyż św. Jerzego – Imperium Rosyjskie
- Komandor Orderu św. Sawy – SHS